# Draba lapaziana
Draba lapaziana är en korsblommig växtart som beskrevs av Al-shehbaz. Draba lapaziana ingår i släktet drabor, och familjen korsblommiga växter. Inga underarter finns listade i Catalogue of Life.